# Từ điện trở dị hướng
Từ điện trở dị hướng (tiếng Anh: Anisotropic magnetoresistance, viết tắt là AMR) là một hiệu ứng từ điện trở mà ở đó tỉ số từ điện trở (sự thay đổi của điện trở suất dưới tác dụng của từ trường ngoài) phụ thuộc vào hướng của dòng điện (không đẳng hướng trong mẫu), mà bản chất là sự phụ thuộc của điện trở vào góc tương đối giữa từ độ và dòng điện. Đây chính là hiệu ứng được William Thomson phát hiện vào năm 1856.

## Lịch sử và mô tả hiệu ứng
Hiệu ứng AMR lần đầu tiên được William Thomson, một giáo sư Đại học Glasgow (Scotland, Vương quốc Anh) vào năm 1856. Trong bài báo công bố trên tập san của Hiệp hội Hoàng gia Anh (Proceedings of Royal Society), William Thomson đã chỉ ra sự thay đổi của điện trở của các mẫu vật dẫn kim loại sắt từ là Niken và Sắt dưới tác dụng của từ trường ngoài của một nam châm điện có thể đạt tới 3-5% ở nhiệt độ phòng. Ngoài ra, sự thay đổi này còn phụ thuộc vào phương đo, góc tương đối giữa cường độ dòng điện (của bộ đo điện trở) và từ trường ngoài, hay chiều của độ từ hóa của mẫu. Đây là phát hiện đầu tiên về hiệu ứng từ điện trở và tên gọi hiệu ứng từ điện trở dị hướng (AMR) sau này được đặt vào năm 1951 bởi J. Smit.
Hiệu ứng AMR chỉ xảy ra trong các mẫu kim loại sắt từ (có thể đạt tới 5% ở nhiệt độ phòng trong vật liệu permalloy-90 (Ni90Fe10)) hoặc trong một số chất bán dẫn hoặc bán kim (có xảy ra hiệu ứng Hall lớn dị thường (ví dụ như trên Bismut..) nhưng khá nhỏ. Trong từ học, người ta đặc trưng cho tính chất từ điện trở dị hướng bởi độ biến thiên điện trở suất theo hai phương song song và vuông góc với từ trường,:
{\displaystyle \Delta \rho =\rho _{\parallel }-\rho _{\perp }}
và hiệu ứng AMR được đánh giá thông qua tỉ số:
{\displaystyle AMR={\frac {\Delta \rho }{\rho _{av}}}}
với:
{\displaystyle \rho _{av}={\frac {1}{3}}.\rho _{\parallel }+{\frac {2}{3}}.\rho _{\perp }}
Lý thuyết về hiệu ứng AMR lần đầu tiên được giải thích vào năm 1971 bởi mô hình tán xạ điện tử trên các điện tử dẫn của G. T. Meaden (Dalhousie University, Nova Scotia, Canada): hiện tượng từ điện trở ở đây chủ yếu bị tri phối bởi sự thay đổi khối lượng hiệu dụng của điện tử khi tán xạ trên các vùng năng lượng, và giá trị tỉ số AMR có thể phụ thuộc vào bậc hai của từ trường:
{\displaystyle {\frac {\Delta \rho }{\rho _{0}}}\propto B^{2}\tau ^{2}e^{2}\left({\frac {1}{m_{1}}}-{\frac {1}{m_{2}}}\right)^{2}}
với τ, e là thời gian hồi phục và điện tích của điện tử, m1, m2 là khối lượng hiệu dụng trên các vùng năng lượng.

## Từ điện trở dị hướng và từ điện trở vách đômen
Trong thời gian gần đây, với sự phát triển của spintronics, hiệu ứng từ điện trở dị hướng lại được quan tâm mạnh mẽ trở lại với các ứng dụng sử dụng các cấu trúc nano từ tính hoạt động dựa trên vách đômen. Trong các cấu trúc nhỏ, sự xuất hiện của các vách đômen dẫn đến việc thay đổi lớn các tính chất điện do sự tán xạ của điện tử trên các vách đômen là rất lớn và được gọi là từ điện trở vách đômen. Từ điện trở vách đômen tỉ lệ thuận với từ điện trở dị hướng theo công thức:
{\displaystyle \Delta R_{DW}=R_{DW}-R_{sat}=-{\frac {\delta \rho .2\Delta }{wt}}}
với RDW, Rsat là điện trở của mẫu khi có vách đômen và khi ở trạng thái bão hòa từ; δρ là điện trở dị hướng, Δ là độ dày vách đômen, w, t lần lượt là chiều rộng và độ dày của mẫu.

## Ứng dụng
- AMR được sử dụng trong các sensor đo từ trường, sensor AMR rất hữu ích trong việc đo từ trường Trái Đất.
- AMR trước đây sử dụng trong đầu đọc của ổ cứng máy tính, sau đó bị thay thế bởi các đầu đọc sử dụng hiệu ứng GMR.
- Gần đây AMR lại hồi sinh trở lại với việc xây dựng các linh kiện vách đômen và sử dụng từ điện trở vách đômen. Hiệu ứng AMR đặc biệt hữu ích cho việc đo đạc vận chuyển các vách đômen trong các dây nano (xác định sự xuất hiện, đo hiệu ứng từ điện trở vách đômen, đo tốc độ chuyển động của vách đômen...).